# BBCH-Skala für Weinreben
Die BBCH-Skala für Weinreben beschreibt die phänologische Entwicklung der Weinrebe nach dem Schema der BBCH-Skala.

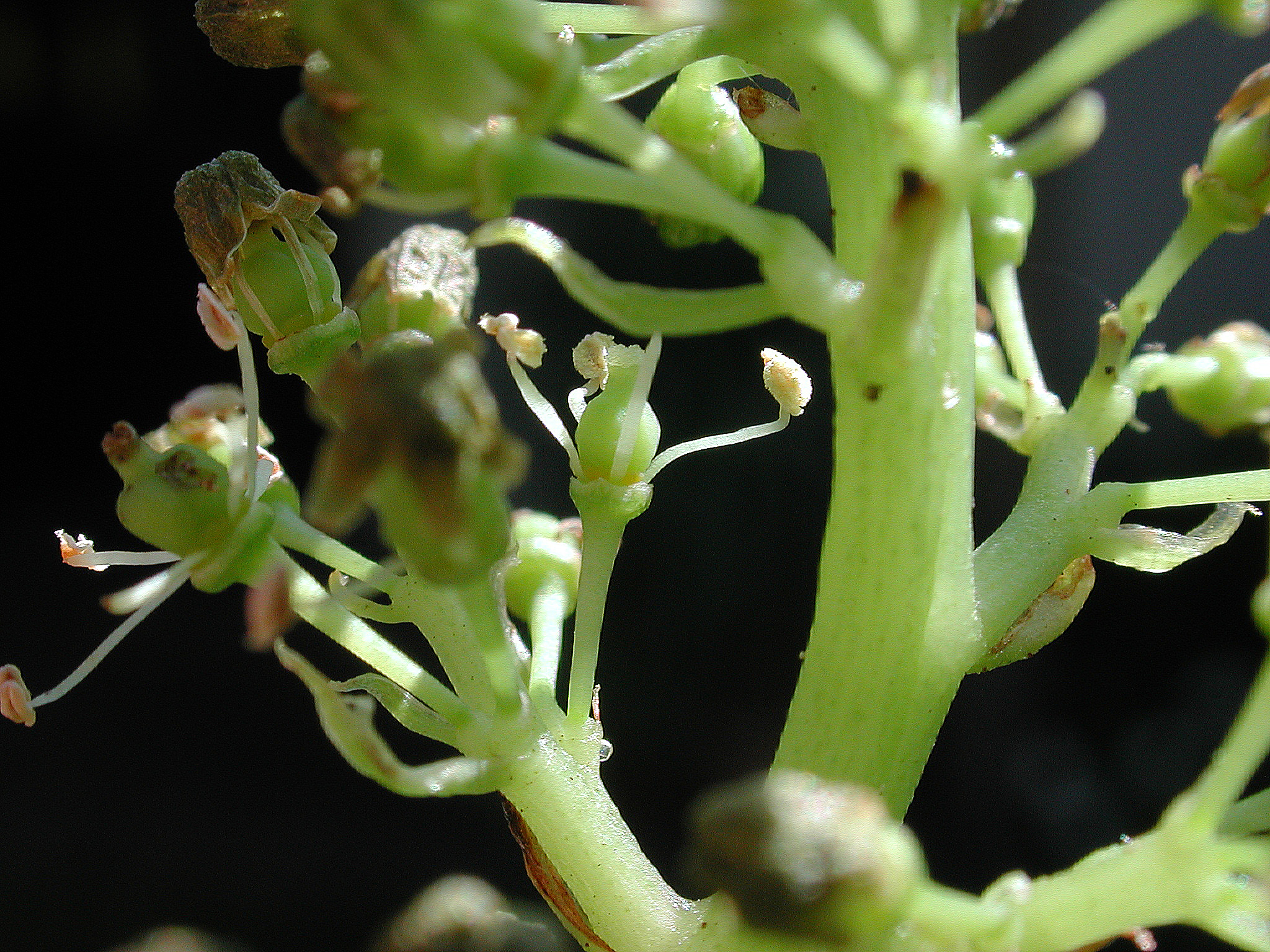
Nahaufnahme einzelner Rebblüten. Die Blütenorgane von Käppchen, Staubgefäßen und Fruchtknoten mit Narbe sind deutlich zu erkennen

Der BBCH-Code gibt Auskunft über das morphologische Entwicklungsstadium einer Pflanze. Die Abkürzung steht offiziell für die Biologische Bundesanstalt, Bundessortenamt und CHemische Industrie. Die Skala wurde im Jahr 1994 von Lorenz et al. vorgestellt.
Pflanzenschutzempfehlungen werden heute in Bezug auf das Entwicklungsstadium gemäß BBCH gegeben.
| Entwicklungsstadium                 | Code                                                                                       | Beschreibung                                                                         |
| ----------------------------------- | ------------------------------------------------------------------------------------------ | ------------------------------------------------------------------------------------ |
| 0: Entwicklung der Knospe / Keimung |                                                                                            |                                                                                      |
| 00                                  | Winterruhe                                                                                 |                                                                                      |
| 01                                  | Beginn des Anschwellens der Knospen                                                        |                                                                                      |
| 03                                  | Ende des Anschwellens der Knospen                                                          |                                                                                      |
| 05                                  | „Wolle-Stadium“: brauner Haarbesatz der Knospe wird sichtbar                               |                                                                                      |
| 07                                  | Beginn des Knospenaufbruchs                                                                |                                                                                      |
| 09                                  | Knospenaufbruch: die grüne Triebspitze die sich aus der Knospe entwickelt ist gut sichtbar |                                                                                      |
| 1: Blattentwicklung                 | 11                                                                                         | Das erste Blatt hat sich entfaltet und ist vom Trieb abgespreizt                     |
| 1: Blattentwicklung                 | 12                                                                                         | 2 Blätter entfaltet                                                                  |
| 1: Blattentwicklung                 | 13                                                                                         | 3 Blätter entfaltet                                                                  |
| 1: Blattentwicklung                 | 1x.                                                                                        | x Blätter entfaltet                                                                  |
| 1: Blattentwicklung                 | 19                                                                                         | 9 Blätter oder mehr entfaltet                                                        |
| 5: Gescheine / Infloreszenzen       | 53                                                                                         | Gescheine gut sichtbar                                                               |
| 5: Gescheine / Infloreszenzen       | 55                                                                                         | Die Gescheine werden größer aber die Einzelblüten sind noch dicht gedrängt           |
| 5: Gescheine / Infloreszenzen       | 57                                                                                         | Die Gescheine sind voll entwickelt und die Einzelblüten spreizen sich.               |
| 6: Blüte                            | 60                                                                                         | Beginn der Blüte. Die ersten Blütenkäppchen lösen sich vom Blütenboden               |
| 6: Blüte                            | 61                                                                                         | Beginn der Blüte. 10 Prozent der Blütenkäppchen haben sich vom Blütenboden gelöst    |
| 6: Blüte                            | 62                                                                                         | 20 % der Blütenkäppchen sind abgeworfen                                              |
| 6: Blüte                            | 63                                                                                         | Vorblüte: 30 % der Blütenkäppchen sind abgeworfen                                    |
| 6: Blüte                            | 64                                                                                         | 40 % der Blütenkäppchen sind abgeworfen                                              |
| 6: Blüte                            | 65                                                                                         | Vollblüte: 50 % der Blütenkäppchen sind abgeworfen                                   |
| 6: Blüte                            | 66                                                                                         | 60 % der Blütenkäppchen sind abgeworfen                                              |
| 6: Blüte                            | 67                                                                                         | 70 % der Blütenkäppchen sind abgeworfen                                              |
| 6: Blüte                            | 68                                                                                         | Abgehende Blüte: 80 % der Blütenkäppchen sind abgeworfen                             |
| 6: Blüte                            | 69                                                                                         | Ende der Blüte                                                                       |
| 7: Fruchtentwicklung                | 71                                                                                         | Fruchtansatz: Fruchtknoten vergrößern sich, letzte Blütenkäppchen werden abgeworfen. |
| 7: Fruchtentwicklung                | 73                                                                                         | Beeren schrotkorngroß; die Trauben senken sich ab.                                   |
| 7: Fruchtentwicklung                | 75                                                                                         | Beeren erbsengroß, die Trauben hängen                                                |
| 7: Fruchtentwicklung                | 77                                                                                         | Die ersten Beeren berühren einander = Beginn des Traubenschluss                      |
| 7: Fruchtentwicklung                | 79                                                                                         | Ende des Traubenschlusses = Das Stielgerüst wird durch die Beeren verdeckt.          |
| 8: Samenreife / Reife der Beeren    | 81                                                                                         | Beginn der Reife: erste Beeren verfärben sich                                        |
| 8: Samenreife / Reife der Beeren    | 83                                                                                         | 50 % der Beeren haben sich verfärbt (auf franz. Véraison)                            |
| 8: Samenreife / Reife der Beeren    | 85                                                                                         | Weichwerden der Beeren                                                               |
| 8: Samenreife / Reife der Beeren    | 89                                                                                         | Vollreife der Beeren (Lesereife)                                                     |
| 9: Absterben                        | 91                                                                                         | Nach der Beerenlese; Holzreife wird abgeschlossen.                                   |
| 9: Absterben                        | 92                                                                                         | Beginn des Einfärbens des Laubs                                                      |
| 9: Absterben                        | 93                                                                                         | Beginn des Laubblattfalls                                                            |
| 9: Absterben                        | 95                                                                                         | 50 % der Blätter sind gefallen                                                       |
| 9: Absterben                        | 97                                                                                         | Ende des Laubblattfalls                                                              |